# 최고 존재의 제전

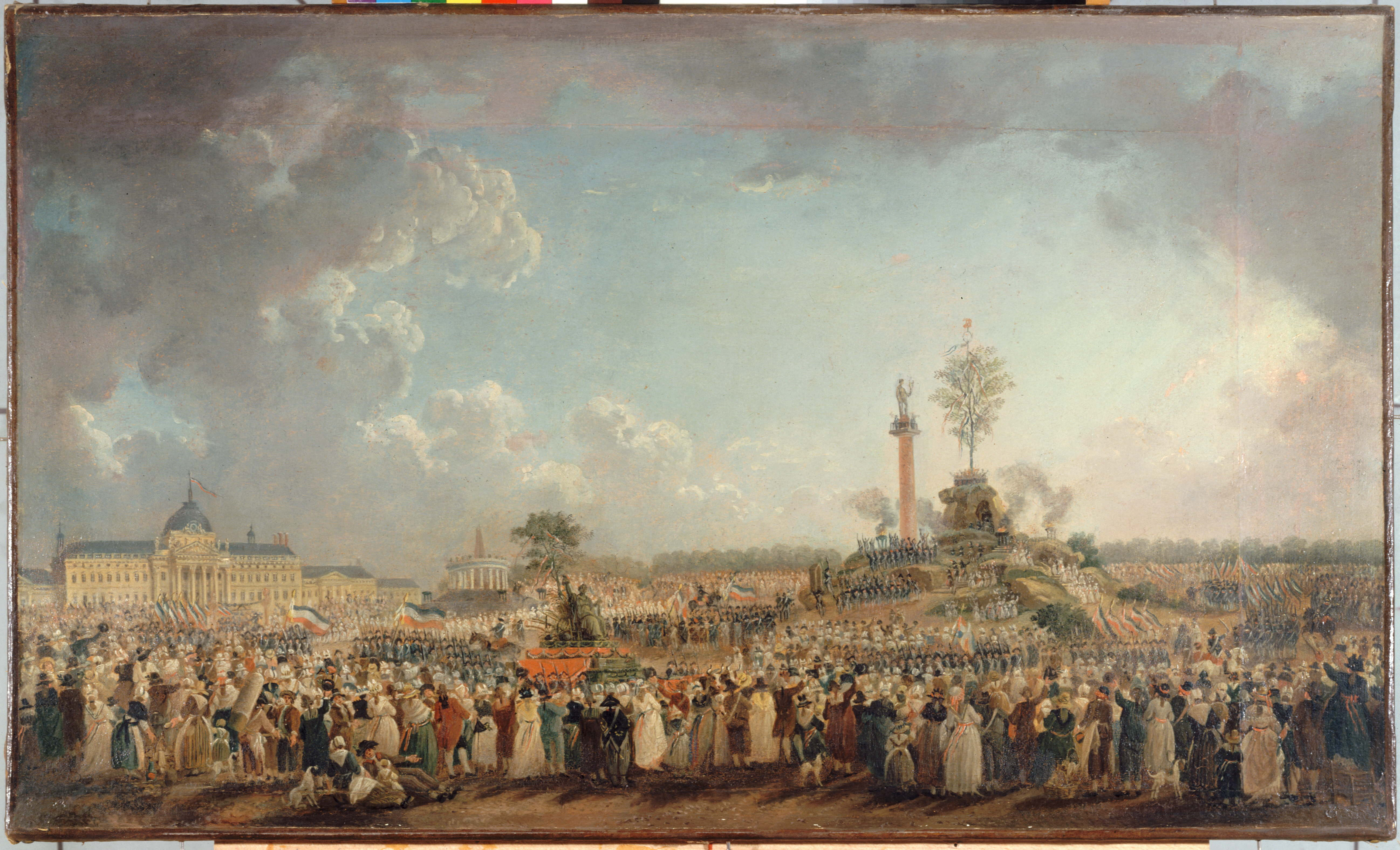
피에르-앙투안 드마시(Pierre-Antoine Demachy)의 최고 존재의 제전 (1794년)

최고 존재의 제전(프랑스어: La fête de l'Être suprême)은 1794년 6월 8일 막시밀리앵 드 로베스피에르(Maximilien de Robespierre) 독재치하 프랑스 제1공화국의 튈르리 궁전에서 벌어진 종교제전이다. 산악파(La Montagne)가 주도한 도덕성 회복 운동 및 이성신(理性神) 숭배의 한 형태로 여겨진다.

## 개요
프랑스 혁명기 자코뱅 클럽의 산악파 파벌이었던 에베르파는 드니 디드로(Denis Diderot)의 전투적 무신론에 영향을 받았으며, 급진적인 경험론적 관점을 갖고 있었다. 프랑스 혁명에서 산악파가 권력을 잡았을 때 에베르파는 가톨릭을 모두 파괴하여 프랑스를 무신(無神) 지역으로 만드려고 하였다. 그러나 공안위원회의 수장인 막시밀리앵 드 로베스피에르는 무신론에 반대하고, 기존의 가톨릭 전통을 제거하는 대신 새로운 형태의 종교 형식을 만들었는데, 이것이 최고 존재의 숭배(프랑스어: Culte de l'Être suprême)이다.
로베스피에르는 그리스도교가 신에 대하여 인격성과 형상(形像)을 갖고 있다고 믿는 것이 완전히 어리석은 것이며, 신에 대한 몰이해라고 보았다. 동시에 그는 인간이 이성을 통하여 신을 참인식할 수 있다고 믿었다. 신에 대한 이런 입장을 가진 로베스피에르는 그리스도교가 갖고 있는 특성으로 말미암아 군중의 의식이 저급하게 되었으며, 프랑스인의 도덕적 타락이 바로 그리스도교라는 잘못된 신앙 때문에 생겼다고 보았다. 따라서 로베스피에르는 에베르파와 비슷하게 그리스도교를 탄압하였는데, 두 파벌은 이신론(理神論)과 무신론(無神論)이라는 점에서만 의견이 달랐다고 할 수 있다.
최고 존재의 제전에서 숭배하는 대상은 기존 가톨릭의 인격신이 아닌 대우주(大宇宙)였는데, 이는 다른 말로 이성신(理性神)이라고도 한다. 대우주의 개념은 고대 스토아 학파 철학 및 후기 플라톤 학파의 철학에서 언급된 부동의 일자(一者)로, 일자는 만유 산출의 원인이며, 최고 원리로 여겨진다. 이 원리는 오로지 그것 자체와 동질의 규준을 갖춘 순수사유로만 인식할 수 있다. 그리고 순수사유는 인간의 합리성과 지식에 대한 갈망으로서 얻어지는 것이다. 기존의 그리스도교가 인간 이성에 한계를 부여한 것과 반대로, 로베스피에르는 오히려 인간이 순수사유를 통해 신 그 자체가 될 수 있다는 입장을 견지하고 있었다.
이러한 점에서, 최고 존재의 제전은 인격신을 기반으로 한 당대의 유신론에 대한 도전이었으며, 인간의 이성과 신을 동일 개념으로 취급한다는 점에서 무신론적 사유와도 맞닿은 것이었다.
따라서, 최고 존재의 제전은 무신론과 이신론의 성격이 혼재된 이성 숭배의 일종이라고 할 수 있다. 로베스피에르는 몽매주의와 정념에 빠진 프랑스 군중이 대우주의 원리를 숭배함으로써 도덕성을 회복하고 자유와 평등을 제일의 신념으로 가질 수 있다고 여겼고, 이것을 프랑스 제1공화국의 국교로 삼으려 했다.
최고 존재의 제전에 관한 법령이 선언된 이후, 산악파 정부는 각 교회당을 국유 재산으로 몰수하였고, 모두 이성 숭배를 위한 ‘이성의 교당’으로 만들었다.

## 같이 보기
- 이성 숭배
- 이신론
- 반가톨릭주의
- 반기독교주의
- 문묘

## 참고 자료
- Jordan, David P. (1985). The Revolutionary Career of Maximilien Robespierre. University of Chicago Press. ISBN 0-226-41037-4.
- Neely, Sylvia (2008). A Concise History of the French Revolution. Rowman & Littlefield. ISBN 0-7425-3411-1.